# Høvåg bru
Høvåg bru är en vägbro på norska riksväg 401. Den löper över Naudesundet väster om Høvåg i Lillesands kommun i Aust-Agder. Bron är en bågbro i betong med ett huvudspann på 45 meter. Allt som allt har den åtta spann och en total längd på 89,5 meter. Den seglingsbara höjden är cirka 12 meter. Bron öppnades 1952.